# Gymnastique artistique aux Jeux olympiques d'été de 2004
Navigation
Sydney 2000 Pékin 2008

## Résultats

### Hommes
| Épreuves                                        | Or                                                                                                 | Argent                                                                                | Bronze |
| ----------------------------------------------- | -------------------------------------------------------------------------------------------------- | ------------------------------------------------------------------------------------- | --- |
| Concours par équipes résultats détaillés        | Japon Takehiro Kashima Hisashi Mizutori Daisuke Nakano Hiroyuki Tomita Naoya Tsukahara Isao Yoneda | États-Unis Jason Gatson Morgan Hamm Paul Hamm Brett McClure Blaine Wilson Guard Young | Roumanie Marian Dragulescu Ilie Daniel Popescu Dan Nicolae Potra Razvan Dorin Selariu Ioan Silviu Suciu Marius Urzica |
| Concours général individuel résultats détaillés | Paul Hamm (USA)                                                                                    | Kim Dae-eun (KOR)                                                                     | Yang Tae-young (KOR)                                                                                                  |
| Sol résultats détaillés                         | Kyle Shewfelt (CAN)                                                                                | Marian Dragulescu (ROU)                                                               | Yordan Yovchev (BUL)                                                                                                  |
| Cheval d'arçon résultats détaillés              | Teng Haibin (CHN)                                                                                  | Marius Urzica (ROU)                                                                   | Takehiro Kashima (JPN)                                                                                                |
| Anneaux résultats détaillés                     | Dimosthenis Tampakos (GRE)                                                                         | Yordan Yovchev (BUL)                                                                  | Jury Chechi (ITA) |
| Saut résultats détaillés                        | Gervasio Deferr (ESP)                                                                              | Jevgēņijs Saproņenko (LAT)                                                            | Marian Dragulescu (ROU)                                                                                               |
| Barres parallèles résultats détaillés           | Valeriy Honcharov (UKR)                                                                            | Hiroyuki Tomita (JPN)                                                                 | Li Xiaopeng (CHN) |
| Barre fixe résultats détaillés                  | Igor Cassina (ITA)                                                                                 | Paul Hamm (USA)                                                                       | Isao Yoneda (JPN) |

### Femmes
| Épreuves                                        | Or | Argent                                                                                                | Bronze |
| ----------------------------------------------- | --- | --- | --- |
| Concours par équipes résultats détaillés        | Roumanie Oana Ban Alexandra Eremia Cătălina Ponor Monica Roșu Nicoleta Daniela Sofronie Silvia Stroescu | États-Unis Mohini Bhardwaj Annia Hatch Terin Humphrey Courtney Kupets Courtney McCool Carly Patterson | Russie Liudmila Ezhova Svetlana Khorkina Maria Krioutchkova Anna Pavlova Elena Zamolodchikova Natalia Ziganchina |
| Concours général individuel résultats détaillés | Carly Patterson (USA)                                                                                   | Svetlana Khorkina (RUS)                                                                               | Zhang Nan (CHN)                                                                                                  |
| Saut résultats détaillés                        | Monica Roșu (ROU)                                                                                       | Annia Hatch (USA)                                                                                     | Anna Pavlova (RUS)                                                                                               |
| Barres asymétriques résultats détaillés         | Émilie Le Pennec (FRA)                                                                                  | Terin Humphrey (USA)                                                                                  | Courtney Kupets (USA)                                                                                            |
| Poutre résultats détaillés                      | Cătălina Ponor (ROU)                                                                                    | Carly Patterson (USA)                                                                                 | Alexandra Eremia (ROU)                                                                                           |
| Sol résultats détaillés                         | Cătălina Ponor (ROU)                                                                                    | Nicoleta Daniela Sofronie (ROU)                                                                       | Patricia Moreno (ESP)                                                                                            |

## Tableau des médailles

### Hommes
| Rang  | Nation       | Or | Argent | Bronze | Total |
| ----- | ------------ | -- | ------ | ------ | ----- |
| 1     | États-Unis   | 1  | 2      | 0      | 3     |
| 2     | Japon        | 1  | 1      | 2      | 4     |
| 3     | Chine        | 1  | 0      | 1      | 2     |
| 3     | Italie       | 1  | 0      | 1      | 2     |
| 5     | Canada       | 1  | 0      | 0      | 1     |
| 5     | Grèce        | 1  | 0      | 0      | 1     |
| 5     | Espagne      | 1  | 0      | 0      | 1     |
| 5     | Ukraine      | 1  | 0      | 0      | 1     |
| 9     | Roumanie     | 0  | 2      | 2      | 4     |
| 10    | Corée du Sud | 0  | 1      | 1      | 2     |
| 10    | Bulgarie     | 0  | 1      | 1      | 2     |
| 12    | Lettonie     | 0  | 1      | 0      | 1     |
| Total | Total        | 8  | 8      | 8      | 24    |

### Femmes
| Rang  | Nation     | Or | Argent | Bronze | Total |
| ----- | ---------- | -- | ------ | ------ | ----- |
| 1     | Roumanie   | 4  | 1      | 1      | 6     |
| 2     | États-Unis | 1  | 4      | 1      | 6     |
| 3     | France     | 1  | 0      | 0      | 1     |
| 4     | Russie     | 0  | 1      | 2      | 3     |
| 5     | Chine      | 0  | 0      | 1      | 1     |
| 5     | Espagne    | 0  | 0      | 1      | 1     |
| Total | Total      | 6  | 6      | 6      | 18    |

### Confondu
| Rang  | Nation       | Or | Argent | Bronze | Total |
| ----- | ------------ | -- | ------ | ------ | ----- |
| 1     | Roumanie     | 4  | 3      | 3      | 10    |
| 2     | États-Unis   | 2  | 6      | 1      | 9     |
| 3     | Japon        | 1  | 1      | 2      | 4     |
| 4     | Chine        | 1  | 0      | 2      | 3     |
| 5     | Espagne      | 1  | 0      | 1      | 2     |
| 5     | Italie       | 1  | 0      | 1      | 2     |
| 7     | Canada       | 1  | 0      | 0      | 1     |
| 7     | France       | 1  | 0      | 0      | 1     |
| 7     | Grèce        | 1  | 0      | 0      | 1     |
| 7     | Ukraine      | 1  | 0      | 0      | 1     |
| 11    | Russie       | 0  | 1      | 2      | 3     |
| 12    | Bulgarie     | 0  | 1      | 1      | 2     |
| 12    | Corée du Sud | 0  | 1      | 1      | 2     |
| 14    | Lettonie     | 0  | 1      | 0      | 1     |
| Total | Total        | 14 | 14     | 14     | 42    |